# 254ª Squadriglia
La 254ª Squadriglia fu un reparto attivo nel Servizio Aeronautico della Regia Marina nel corso della prima guerra mondiale.

## Prima guerra mondiale
L'unità viene creata nella primavera del 1917 a San Nicola Imbuti di Cagnano Varano sul Lago di Varano dalla Squadriglia Idrovolanti della locale Stazione per la Direzione Servizi Aeronautici di Brindisi comandata dal sottotenente di vascello Alberto Ghè dotata di 2 FBA Type H, 4 Macchi L.1 e 4 Macchi L.3 per altri 6 piloti e 6 osservatori.
L'8 luglio svolgono una ricognizione su Lagosta (isola) che era una base di appoggio della Marina austriaca ed il 12 settembre 4 aerei bombardano Lissa (città) mitragliando la torpediniera.
Al 15 settembre disponeva di 1 Macchi L.2 e 8 L.3 ed il 1º gennaio 1918 il reparto aveva 11 piloti, 3 osservatori, 6 FBA, un Macchi L.2, 8 L.3 e 4 idrocaccia Macchi M.5.
Il 14 maggio bombardano Lissa ed il 17 luglio 5 aerei attaccano l'idroscalo di Lagosta (comune).
Il 1º novembre 4 L.3 lanciano bombe su Lissa.

## Seconda guerra mondiale
Al 10 giugno 1940 era nel 105º Gruppo con 8 Savoia-Marchetti S.M.79 nel 46º Stormo Bombardamento Terrestre della Regia Aeronautica sull'Aeroporto di Pisa-San Giusto.
Nell'ambito della Campagna italiana di Grecia al 28 ottobre 1940 era all'Aeroporto di Tirana con gli SM 79 nel 105º Gruppo del 46º Stormo.
Nel novembre del 1942,  con l’inizio dell’invasione anglo-americana del territorio dell’Africa del nord francese, iniziarono le operazioni in quel settore. Il 9 dicembre il Capitano Urbano Mancini affondò (l’attacco alle navi del convoglio MKS 31 fu condotto da tre Savoia-Marchetti S.79 Sparviero della 254ª Squadriglia del 105º Gruppo, condotti dal capitano Mancini, dal tenente Ernesto Borelli e dal sottotenente Casanova) con un siluro la corvetta britannica Marigold, assegnata di scorta al convoglio MKS 31, nella rada di Algeri, scampando alla reazione della caccia nemica.